# Lonsdale (Arkansas)
Lonsdale – miasto w Stanach Zjednoczonych, w stanie Arkansas, w hrabstwie Garland.